# Stroudia stenosoma
Stroudia stenosoma är en stekelart som först beskrevs av Giordani Soika 1941.  Stroudia stenosoma ingår i släktet Stroudia och familjen Eumenidae. Inga underarter finns listade i Catalogue of Life.